# Lew Michailowitsch Schemtschuschnikow
Lew Michailowitsch Schemtschuschnikow (russisch Лев Михайлович  Жемчужников, ukrainisch Лев Михайлович Жемчужников Lew Mychajlowytsch Schemtschuschnykow; * 2. Novemberjul. / 14. November 1828greg. in Pawlowka, Gouvernement Orjol, Russisches Kaiserreich; † 24. Julijul. / 6. August 1912greg. in Zarskoje Selo, Gouvernement Sankt Petersburg, Russisches Kaiserreich) war ein russischer und ukrainischer Maler und Memoirenschreiber.

## Leben
Lew Schemtschuschnikow kam in Dorf Pawlowka bei Jelez als älterer Bruder des Dichters Alexei Schemtschuschnikow (1821–1908) in einer Adelsfamilie zur Welt. Sein jüngerer Bruder Wladimir Schemtschuschnikow (1830–1884) war ebenfalls Dichter.
Er absolvierte das erste Kadettenkorps in Sankt Petersburg und studierte zwischen 1849 und 1852 an der Akademie der Künste bei Karl Brjullow.
Von 1852 bis 1856 lebte er in der Ukraine, sammelte dort folkloristische Gegenstände und freundete sich mit dem Kobsar Ostap Weressai an. Während dieser Zeit lernte er die Werke von Taras Schewtschenko kennen, den er 1860 persönlich traf.
Schemtschuschnikow schuf Skizzen aus dem Kosaken- und Volksleben in der Ukraine, aus der Heiligen Schrift und aus dem Leben der Heiligen.
Seine besten Werke waren Darstellungen zum Leben in der Ukraine. In Sewastopol erlebte Schemtschuschnikow die letzten Tage des Krimkrieges. Von 1857 bis 1860 bereiste er Europa und von 1860 an lebte er in Sankt Petersburg und schuf seitdem vorwiegend Radierungen. Zwischen 1861 und 1862 publizierte er mit Beteiligung von O. Beideman und L. Lagorio in Fortsetzung der Tradition und als Ergänzung zu der „malerischen Ukraine“ von Taras Schewtschenko ein gleichnamiges Album mit 48 Radierungen.
Seine Memoiren gab er unter dem Titel „Meine Erinnerungen aus der Vergangenheit“ heraus. Er starb 83-jährig in Zarskoje Selo bei Sankt Petersburg.

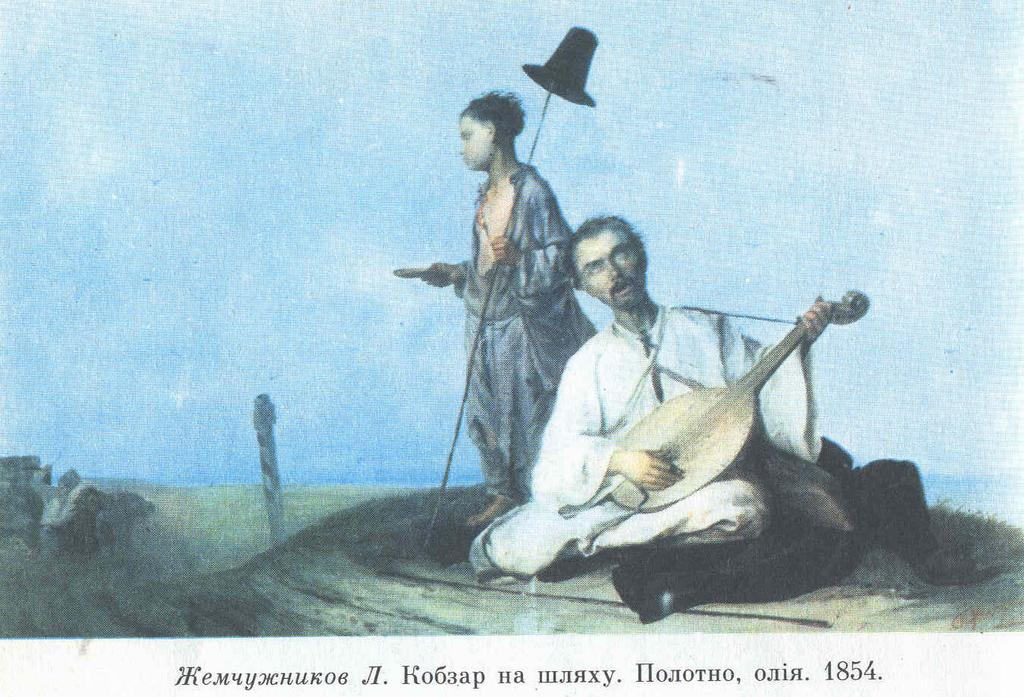
Kobsar auf der Straße; 1854
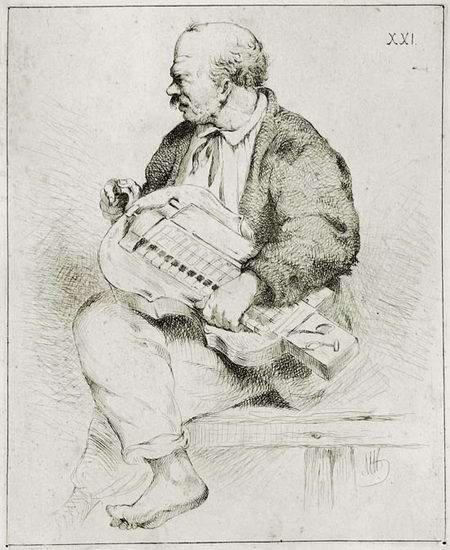
„Lirnyk in der Hütte“; 1857
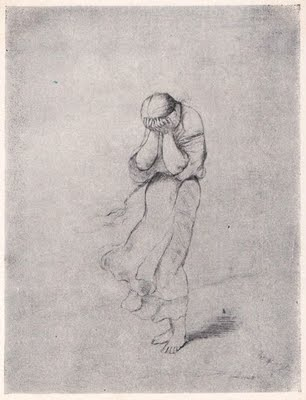
„Verlassen“; 1860
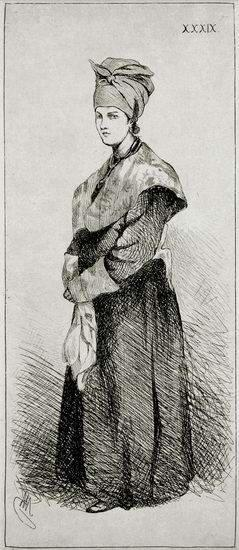
„Junge Frau“; 1861